# Siphocampylus fluminensis
Siphocampylus fluminensis är en klockväxtart som först beskrevs av Vell., och fick sitt nu gällande namn av Franz Elfried Wimmer. Siphocampylus fluminensis ingår i släktet Siphocampylus och familjen klockväxter. Inga underarter finns listade i Catalogue of Life.